# نیژنایا پتروفکا
نیژنایا پتروفکا (به لاتین: Nizhnyaya Petrovka) یک منطقهٔ مسکونی در روسیه است که در سرزمین آلتای واقع شده‌است.